# Loenen aan de Vecht
Loenen aan de Vecht es una localidad situada en el municipio de Stichtse Vecht, en la provincia de Utrecht, Países Bajos. Tiene una población estimada, en 2024, de 4475 habitantes.
Está ubicada a unos 10 km al oeste de Hilversum.